# Aganope
Aganope Miquel – rodzaj roślin z rodziny bobowatych (Fabaceae). Według The Plant List obejmuje co najmniej 11 gatunków. 

## Systematyka
Pozycja według APweb (aktualizowany system APG III z 2009)
Jeden z rodzajów plemienia Millettieae z podrodziny bobowatych właściwych (Faboideae) z rodziny bobowatych (Fabaceae) należącej do rzędu bobowców (Fabales) reprezentującego dwuliścienne właściwe.
Wykaz gatunków
| - Aganope balansae (Gagnep.) P.K.Lôc - Aganope dinghuensis (P.Y. Chen) T.C. Chen & Pedley - Aganope gabonica (Baill.) Polhill - Aganope heptaphylla (L.) Polhill - Aganope impressa (Dunn) Polhill - Aganope latifolia (Prain) T.C. Chen & Pedley | - Aganope leucobotrya (Dunn) Polhill - Aganope lucida (Baker) Polhill - Aganope polystachya (Benth.) Thoth. & D.N.Das - Aganope stuhlmannii (Taub.) Adema - Aganope thyrsiflora (Benth.) Polhill |